# 1-Jódpropán
Az 1-jódpropán vagy n-propil-jodid színtelen, gyúlékony halogénezett szénhidrogén. Képlete C3H7I. n-propil-alkohol, jód és foszfor melegítésével állítható elő.

## Fordítás
- Ez a szócikk részben vagy egészben  a(z)   1-Iodpropan című német Wikipédia-szócikk ezen változatának fordításán alapul.  Az eredeti cikk szerkesztőit annak laptörténete sorolja fel. Ez a jelzés csupán a megfogalmazás eredetét és a szerzői jogokat jelzi, nem szolgál a cikkben szereplő információk forrásmegjelöléseként.
- Ez a szócikk részben vagy egészben  a   n-Propyl iodide című angol Wikipédia-szócikk ezen változatának fordításán alapul.  Az eredeti cikk szerkesztőit annak laptörténete sorolja fel. Ez a jelzés csupán a megfogalmazás eredetét és a szerzői jogokat jelzi, nem szolgál a cikkben szereplő információk forrásmegjelöléseként.